# Фестиваль квітів

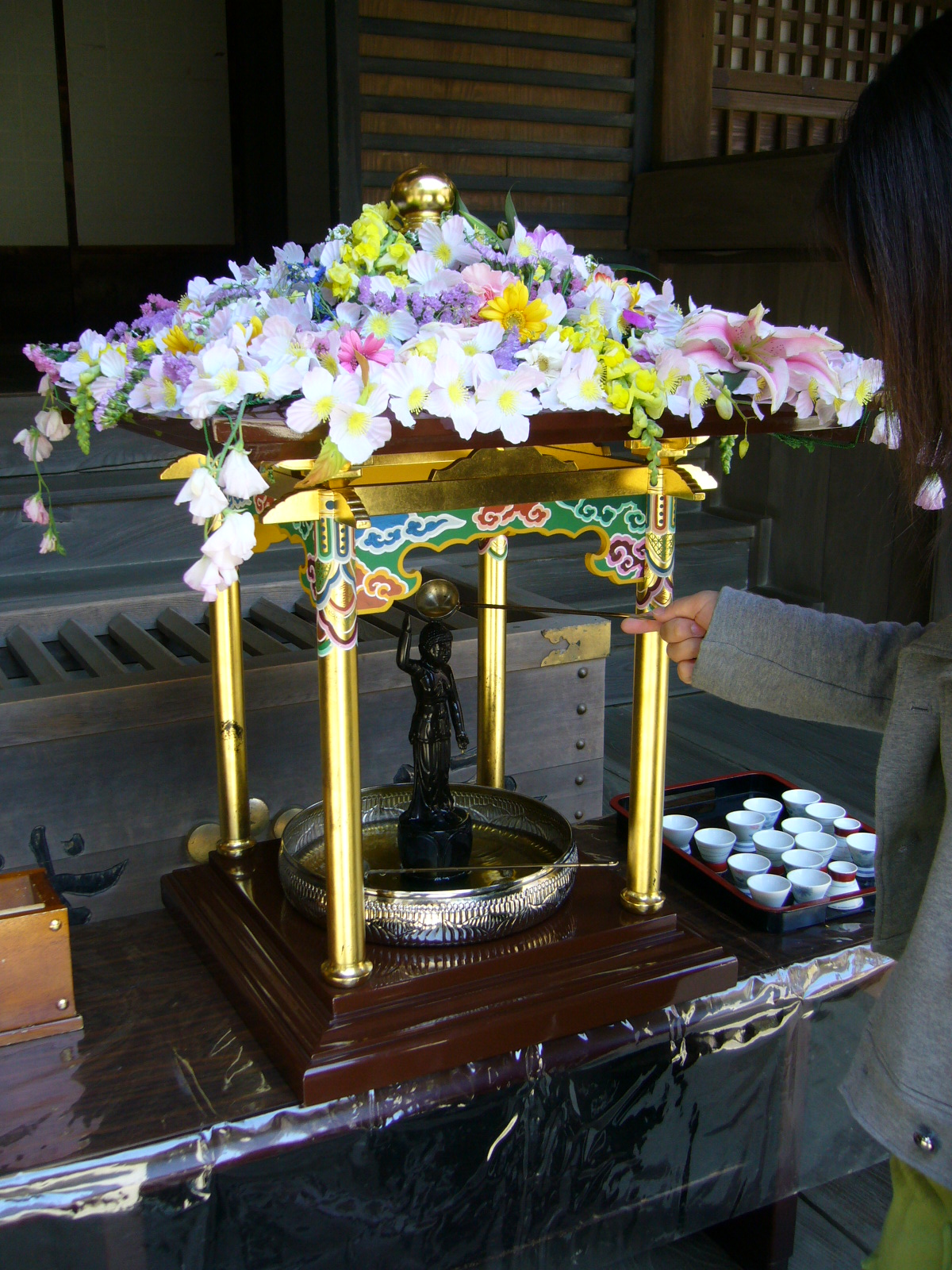
Статую Буддги поливають чаєм

Фестиваль квітів (яп. 花祭 Хана Мацурі) — Японське неофіційне свято, присвячене Дню народження Будди. Проходить щорічно 8 квітня.

## Історія свята
Свято було запозичене з Китаю, вперше відзначали в 606 році у храмі Генкодзі (провінція Ямато) під час правління імператриці Суйко. Перші письмові згадки про свято зустрічаються у 840 році, коли проходила церемонія Дня народження Будди в імператорському палаці.
Найбільшу популярність свято набуло в період Мейдзі (1868—1912).

## Особливості
У день свята кожен буддистський храм встановлює особливий вівтар, обрамлений квітами. Посеред нього поміщають чашу-басейн, в якій розташована статуя новонародженого Будди. Відвідувачі, використовуючи спеціальний довгий кухлик, ллють на голову святині солодкий Амато (чай, заварений з листя гортензії). Тим самим обігрується легенда народження Будди, коли небесні дракони окропили його голову водою, за іншою легендою тим самим солодким чаєм. Ченці готують до свята десятки літрів цього чаю, багато хто бере його для родичів і друзів. Вважається, що він може зцілити від багатьох недуг. Квіти ж символізують сад Лумбіні, в якому народився Просвітлений.
Сьогодні у великих містах Японії в цей день проходять святкові ходи, учасники яких одягнені в традиційні кімоно. У деяких районах проносять мініатюрний паланкін, прикрашений квітами і зі статуеткою Будди-дитини всередині. Вулиці теж прикрашаються білими паперовими ліхтариками з червоними і чорними ієрогліфами.